# Trichosporeae
Trichosporeae es una tribu perteneciente a la familia Gesneriaceae.

## Géneros
Tiene los siguientes géneros:
- Acanthonema - Aeschynanthus - Agalmyla - Allocheilos - Allostigma - Anna - Boea - Boeica - Briggsia - Briggsiopsis - Calcareoboea - Cathayanthe - Codonoboea - Colpogyne - Conandron - Corallodiscus - Cyrtandra - Damrongia - Didissandra - Didymocarpus - Didymostigma - Emarhendia - Gyrocheilos - Haberlea - Hemiboea - Henckelia - Hexatheca - Hovanella - Jancaea - Jerdonia - Kaisupeea - Leptoboea - Liebigia - Linnaeopsis - Loxostigma - Lysionotus - Metapetrocosmea - Microchirita - Orchadocarpa - Oreocharis - Ornithoboea - Paraboea - Petrocodon - Petrocosmea - Platystemma - Primulina - Pseudochirita - Ramonda - Raphiocarpus - Rhabdothamnopsis - Rhynchotechum - Ridleyandra - Saintpaulia - Schizoboea - Senyumia - Spelaeanthus - Streptocarpus - Tengia - Tetraphyllum - Tribounia